# Futboll Klub Partizani 2009-2010

## Rosa
| N. |                    | Ruolo | Calciatore      |
| -- | ------------------ | ----- | --------------- |
| 6  | Albania (bandiera) | D     | Luan Pinari     |
| 12 | Albania (bandiera) | P     | Dashamir Xhika  |
| 13 | Albania (bandiera) | D     | Rrahman Hallaçi |
| 27 | Albania (bandiera) | C     | Marenglen Kapaj |
|    | Albania (bandiera) | P     | Arjon Mustafa   |
|    | Albania (bandiera) | P     | Raimond Shala   |
|    | Albania (bandiera) | D     | Arjan Sheta     |
|    | Albania (bandiera) | D     | Andrelis Pashaj |
|    | Albania (bandiera) | D     | Ardit Beqiri    |
|    | Albania (bandiera) | D     | Indrit Hithi    |
|    | Albania (bandiera) | C     | Armando Doda    |

| N. |                    | Ruolo | Calciatore       |
| -- | ------------------ | ----- | ---------------- |
|    | Albania (bandiera) | C     | Rezart Maho      |
|    | Albania (bandiera) | C     | Erind Lleshi     |
|    | Albania (bandiera) | C     | Sokol Ishka      |
|    | Albania (bandiera) | C     | Artan Karapiçi   |
|    | Turchia (bandiera) | A     | Aykut Yigit      |
|    | Albania (bandiera) | A     | Arbër Çapa       |
|    | Brasile (bandiera) | A     | Robson Barbosa   |
|    | Brasile (bandiera) | A     | Roma             |
|    | Albania (bandiera) | A     | Alban Dashi      |
|    | Albania (bandiera) | A     | Florian Braho    |
|    | Albania (bandiera) | A     | Erjon Rizvanolli |